# ひらけ!ポンキッキ 最新ベストアルバム
「ひらけ!ポンキッキ 最新ベストアルバム」（ひらけ!ポンキッキ さいしんベストアルバム）はひらけ!ポンキッキのコンピレーション・アルバム。1991年11月21日にポニーキャニオンより発売。品番はPCCG-00157。

## 解説
フジテレビ系列の子供番組『ひらけ!ポンキッキ』の1991年当時の最新曲を中心に収録している。

### いとしのパップタップ
犬のパップタップのテーマ曲。映像演出は最初アニメーションの森でパップタップがでてミュージカルシーンとなるガチャピンとムックもでるが途中引っ込む。ミュージカルシーンが終わるアニメーションの森に戻りパップタップがでて歌は終了。

## 収録曲
1. もっと!
作詞：伊藤アキラ / 作曲：いけたけし / 編曲：岩田雅之 / 唄：しばたかの
  - 同番組オープニング・テーマ
2. 2100ねんガチャピンキッド
作詞：田中浩司 / 作曲・編曲：本間勇輔 / 唄：ガチャピン、ムック、窓花さなえ、世田谷児童
  - きんこんかんのうたのB面。
3. いっとうしょうたいそう2
作詞：及川眠子 / 作曲：いけたけし / 編曲：幾見雅博 / 唄：ガチャピン、ムック、橘いずみ
4. 悲しくなるなんて
作詞・作曲：鳥塚しげき / 編曲：石田勝範 / 唄：仲井悠人
5. いとしのパップタップ
作詞：飯島利枝子 / 作曲：なわまこと / 編曲：岩田雅之 / 唄：パップタップス
6. ドキドキSummer Days
作詞・作曲：西岡千恵子 / 編曲：佐藤準 / 唄：光GENJI
  - 2枚目のミニアルバム「ひと夏ひと夜」に収録。
7. むぎばたけのうちゅうじん
作詞：関雅夫 / 作曲：西川進 / 編曲：加藤達雄 / 唄：柴野繁幸
8. おてんきボーイズのテーマ
作詞：田中浩司 / 作曲：池毅 / 編曲：幾見雅博 / 唄：かいばしらず
  - むぎばたけのうちゅうじんのB面。
9. はたらくくるま3
作詞：伊藤アキラ / 作曲：越部信義 / 編曲：西脇辰弥 / 唄：窓花さなえ
10. JUMBO DANCE
作詞：佐藤公彦 / 作曲・編曲：OTO / 唄：アフリカン・ブラザーズ
11. アメリカインディアンの教え
作詞：伯田青竹、大南兼一 / 作曲：服部良一 / 編曲：水谷良一 / 唄：子門真人、児童合唱ゆりの子
12. きんこんかんのうた
作詞：弥勒 / 作曲：中村暢之 / 編曲：添田啓二 / 唄：ぶんけまりこ
13. こねこのしーにゃん
作詞・作曲・唄：小笠原ちあき / 編曲：岩田雅之
14. メロンにきいてもわからない
作詞：新沢としひこ / 作曲：中川ひろたか / 編曲：小野裕之 / 唄：増田裕子
  - いっとうしょうたいそう2のB面。
15. ハロー・マイフレンズ
作詞：及川眠子 / 作曲：松本俊明 / 編曲：岩田雅之 / 唄：しばたかの
  - もっと!のB面、同番組エンディング・テーマ